# Kršikla
Kršikla is een plaats in de gemeente Pazin in de Kroatische provincie Istrië. De plaats telt 54 inwoners (2001).